# Becerril del Carpio
Becerril del Carpio es una entidad singular de población del municipio español de Alar del Rey, en la provincia de Palencia (Castilla y León).

## Geografía física

### Contexto geográfico

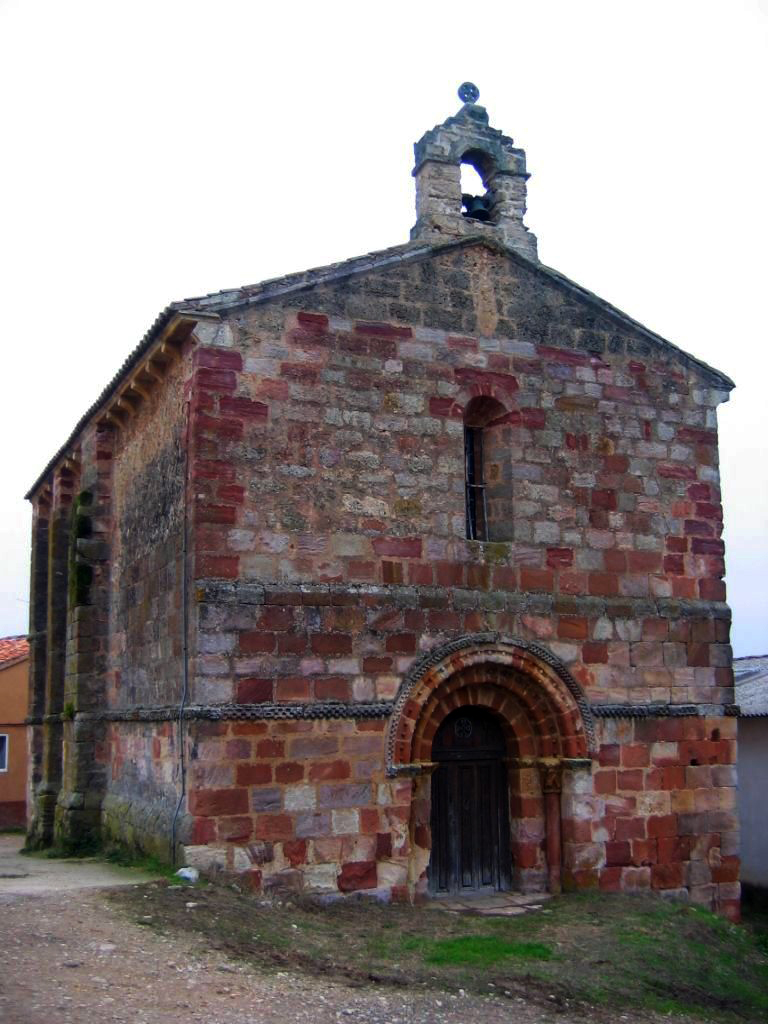
Iglesia de San Vicente en el Barrio de la Puebla de San Vicente

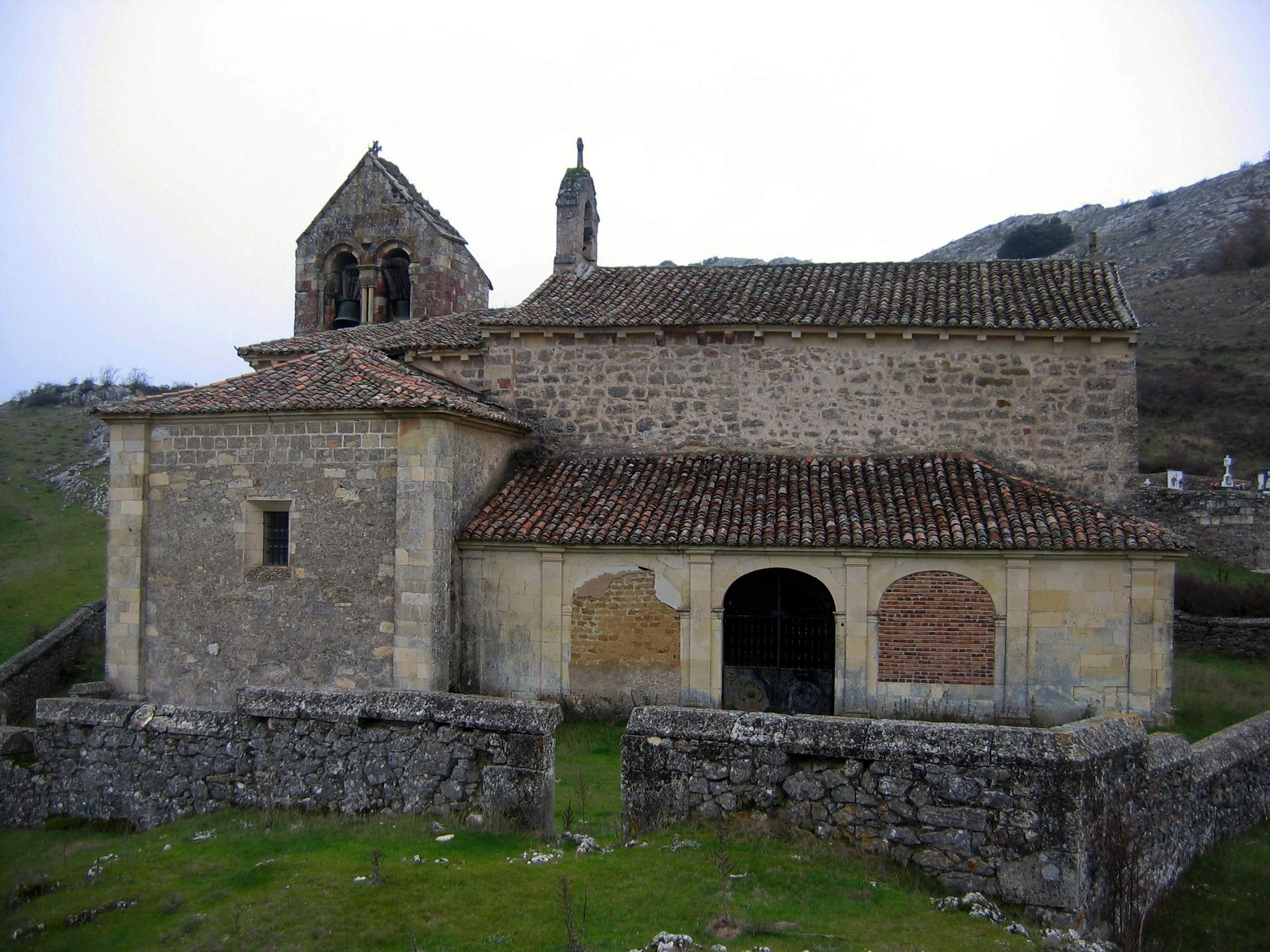
Iglesia de Santa María en el barrio de Santa María

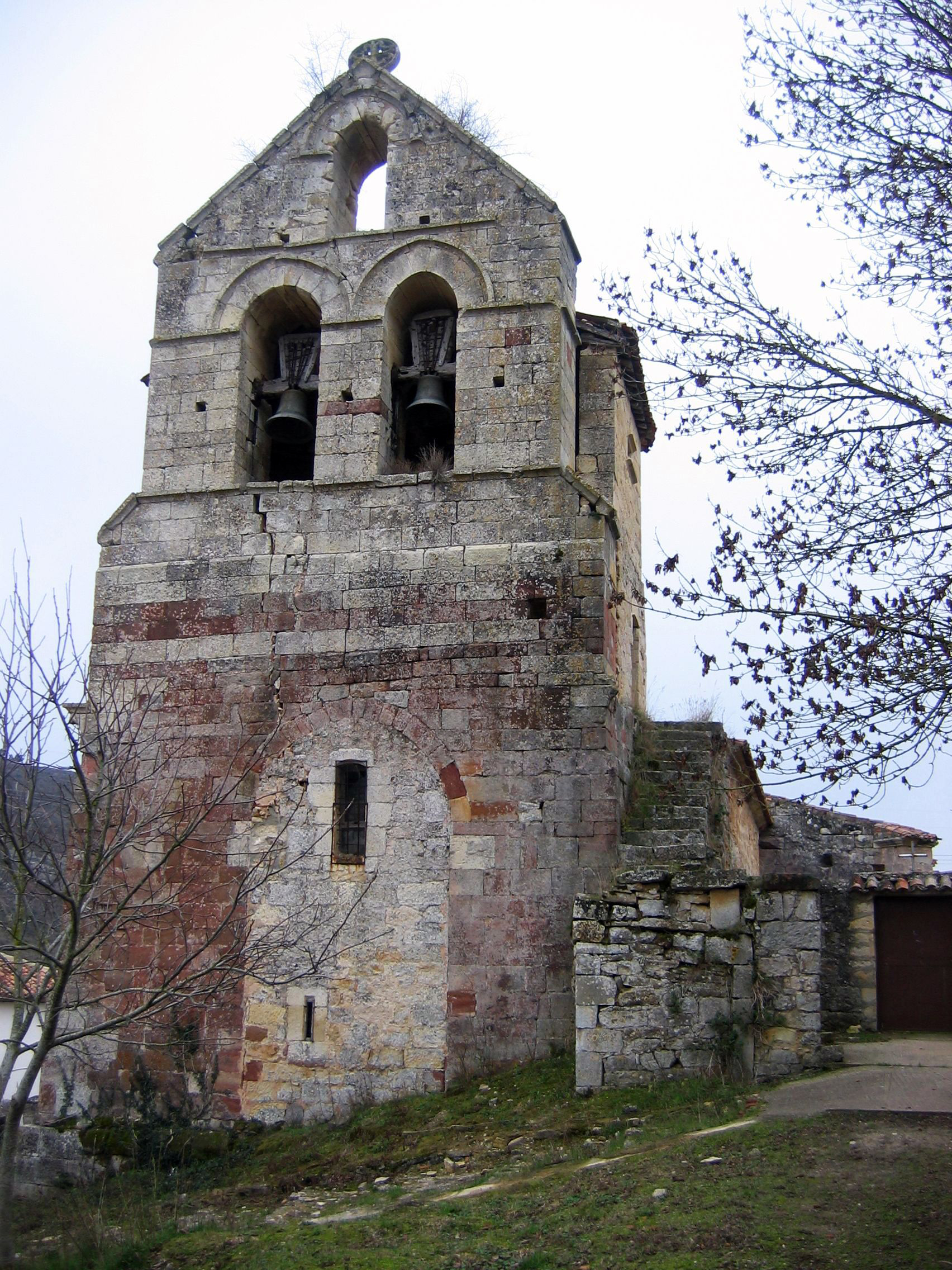
Iglesia de San Pedro en el Barrio de San Pedro (finales del)

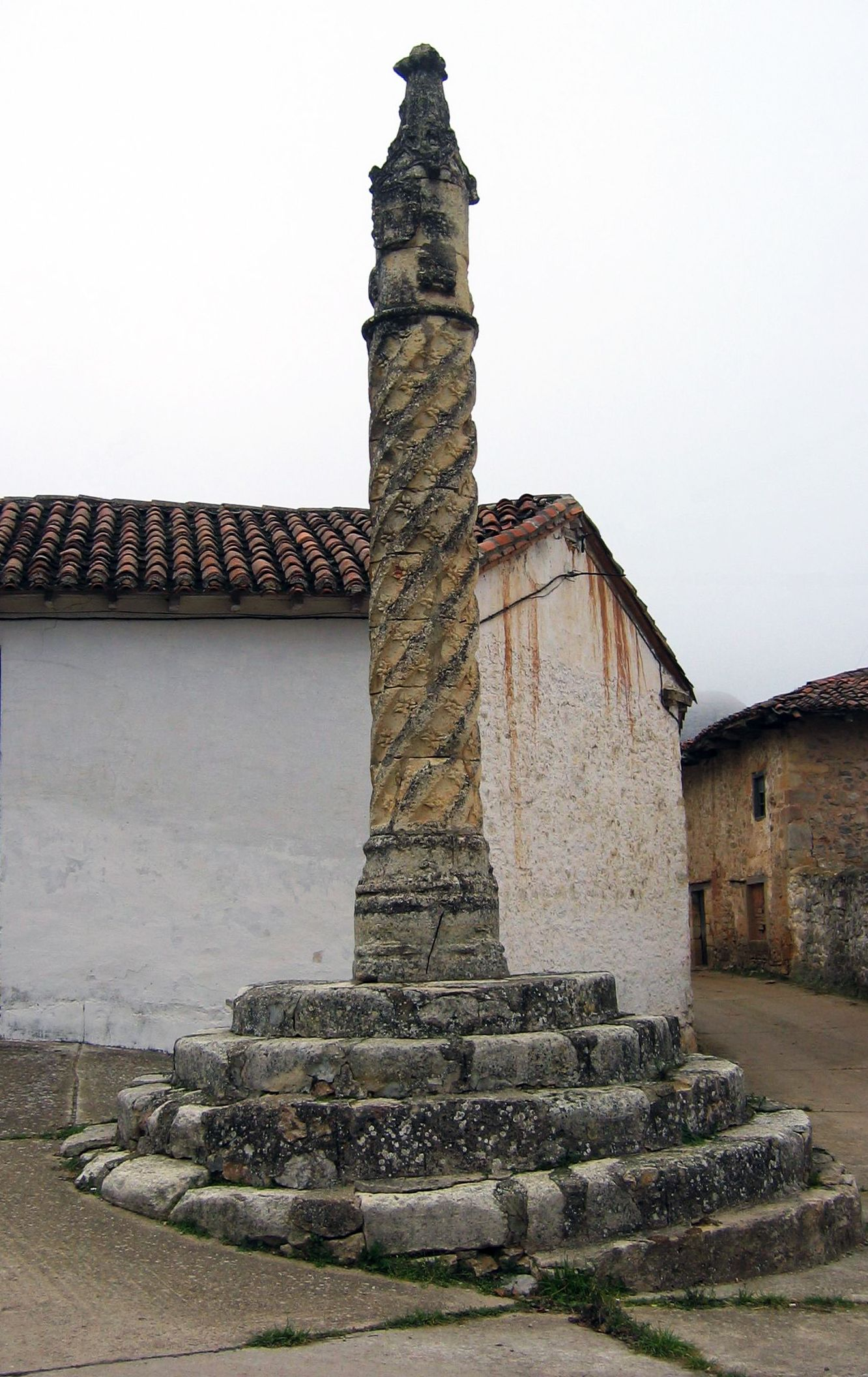
Rollo jurisdiccional en el barrio San Pedro

Becerril del Carpio, situado entre peñas, es atravesado por el río Pisuerga, en el cual desembocan los dos arroyos principales el de Costana y el de Las Udrias.

### Datos básicos
- Picos más altos: Peña pico 1.179 m, Cinto 1.171 m
- Código INE: 34005
- Código Postal: 34487[1]
- Código Postal: 34812[2]

### Coordenadas
- Latitud: 42°42′0″ N
- Longitud: 4°18′0″ O
- Altitud media de la localidad: 860 m s. n. m.
- Coordenada X UTM Huso 30: 393520
- Coordenada Y UTM Huso 30: 4728405.2
- Huso UTM: 30
- Cuadrícula UTM: UN92
- Hoja del MTN 1:50000 : 133

### Límites
- El término de Becerril del Carpio limita con Olleros de Pisuerga, Mave, Villela, Nogales de Pisuerga, Prádanos de Ojeda, Santibáñez de Ecla y Villaescusa de Ecla.

## Historia
El nombre de Becerril aparece en la diócesis de Burgos desde mediados del siglo X, según Luciano Serrano. La razón no sería de simple toponimia sino más bien un argumento repoblador de gentes que dieron la denominación de sus lugares de origen. En consonancia con esta cronología, a la muerte de Fernán González aparece Becerril del Carpio, en las riberas del Pisuerga, como un territorio más de los muchos que ofrecen a las corporaciones religiosas de su condado un conjunto de prosperidad económica.
En 1537, en el siglo XVI, existieron minas de hierro en las cercanías de la localidad.
Fue municipio independiente hasta 1970, año en que se fusionó con el municipio vecino de Alar del Rey.

## Geografía humana

### Demografía
| Gráfica de evolución demográfica de Becerril del Carpio entre 1842 y 1970 |
| |
| Población de derecho según los censos de población del INE Población de hecho según los censos de población del INEEntre el censo de 1857 y el anterior, crece el término del municipio porque incorpora a 345080 (Puebla de San Vicente) Entre el censo de 1981 y el anterior, este municipio desaparece porque se integra en el municipio 34005 (Alar del Rey) |

Evolución de la población en el siglo XXI
| Gráfica de evolución demográfica de Becerril del Carpio entre 2000 y 2020 |
|                                                                           |
| Población de derecho (2000-2020) según el padrón municipal del INE        |

### Organización territorial
Esta localidad está compuesta por los siguientes núcleos de población:
- Barrio de Santa María
- Barrio de San Pedro
- La Puebla de San Vicente, también conocida como Las Ventas.
- Villarrodrigo, (despoblado).

## Folclore
- Cofradía de San Babilés
- Beatos Ildefonso y Anacario
- Cofradía de las Candelas

## Administración y elecciones
| Periodo   | Nombre                    | Partido |
| --------- | ------------------------- | ------- |
| 1979-1983 | Begoña Rodríguez          | -       |
| 1983-1987 | Sebbo García Val          | AP      |
| 1987-1991 | Cesáreo Alonso Rodríguez  | AP      |
| 1991-1995 | Tomás Iglesias Gama       | PSOE    |
| 1995-1999 | Estrella García Fernández | PSOE    |
| 1999-2003 | Estrella García Fernández | PSOE    |
| 2003-2007 | Estrella García Fernández | PSOE    |
| 2007-2011 | Julio César Alonso García | TC-ACAL |
| 2011-2015 | Julio César Alonso García | PCAL    |
| 2015-2019 | Jorge García del Barrio   | C´s     |

## Patrimonio
- Iglesia de San Vicente: B.I.C. 05/11/1992, en el barrio de la Puebla de San Vicente: iglesia románica, con planta semicircular, edificada a principios del siglo XI, y restaurada en el siglo XII. Fue iglesia de un monasterio benedictino que pertenecía a Isabel, esposa de Alfonso VI que lo cedió a los cluniacenses de Oña en 1103. En 1103 en el documento que recoge la cesión del Monasterio de San Vicente a los benedictinos de Oña, aparece Becerril como un núcleo con entidad propia. En 1187 Alfonso VIII dio heredades en Becerril al Monasterio de Oña obteniendo a cambio la cesión de todo el derecho y pertenencias de la villa de San Felices, en la provincia de Burgos. En el libro becerro de 1351-52, Becerril aparece como lugar solariego perteneciente al Monasterio de Santa María y San Andrés. Según Miguel Ángel García Guinea, la historia de esta puebla es poco precisa y no sabemos ciertamente cuáles fueron sus orígenes, pero es muy probable que se tratase de una de esas iniciales pueblas, o poblaciones, que se originaron en estos siglos de la Alta Edad Media como consecuencia del proceso de repoblación.
- Iglesia de Santa María: B.I.C. 03/06/1993, Templo románico en el barrio de Santa María.
- Iglesia de San Pedro: B.I.C. 03/06/1993, Templo con restos románicos en el barrio de San Pedro. Se trata de un templo rural de pequeñas dimensiones, elevado en sillería arenisca (el interior está totalmente revocado, pero por lo que se puede vislumbrar especialmente en algún pilar, da la impresión de ser sillería) pero con utilización de caliza blanca en la espadaña y en el cuerpo que se adosa a ella. En este se utiliza además sillarejo y piedra de toba con el que se edificó el muro suroeste de la iglesia. En planta se nos presenta como una sola nave de tres tramos orientada sureste-noroeste (cabecera-pies) para adaptarse a la inclinación del terreno. Tiene ábside cuadrado separado por arco triunfal apoyado sobre pilastras con pequeños capiteles góticos de friso corrido, con motivos vegetales y portada original románica que se abría en el muro del hastial (al igual que la Iglesia de la Puebla de San Vicente) y actualmente cegada ocupando el baptisterio ese antiguo acceso. Adosado al ábside, en su lado suroeste, se encuentra el cuerpo cuadrado de la sacristía que se cubre con bóveda de crucería octopartita.
- Rollo Jurisdiccional de Becerril del Carpio: B.I.C. 18/02/1960. Situado en el barrio de San Pedro, se compone de escalinata de piedras sobre la que se asienta una columna labrada con espirales y flores cuatripétalas, rematada por un pináculo gótico con el escudo de la Casa de Velasco.

## Personajes destacados e hijos ilustres
- Anatolio García Nozal (1898-1936) y Anacario Benito Nozal (1906-1936), religiosos pasionistas, beatos y mártires.
- Javier García del Barrio (nacido en 1988): atleta entrenado por Santiago de la Parte. Subcampeón de España de campo a través en La Morgal 2006. 58.º en 2005 en el Campeonato de Europa de campo a través júnior. 63.º en el Mundial júnior de campo a través de 2006.